# ضفدع حقيقي
الضفدع الحقيقي (الاسم العلمي: Rana) (بالإنجليزية: True Frog)‏ هو جنس من البرمائيات يتبع فصيلة الضفادع الحقيقية من رتبة البتراوات.